# Liste von Terroranschlägen der Arbeiterpartei Kurdistans
In dieser Liste werden die Anschläge, für die die Arbeiterpartei Kurdistans und ihr ideologisch nahestehenden Gruppen verantwortlich gemacht werden, aufgelistet. Oft bekennt sich die PKK zu ihren Anschlägen über ihre Website, Benutzerkonten auf sozialen Netzwerken oder ihr nahestehenden Fernsehsender (Roj TV). Hintergrund ist der in den 1970er Jahren begonnene und aktuell andauernde Konflikt zwischen der Republik Türkei und der PKK. Die türkische Regierung gibt die Anzahl der in dem Konflikt getöteten Personen mit über 45.000 Menschen an.
Gründer der PKK ist der 1999 zum Tode verurteilte Abdullah Öcalan, dessen Strafe 2002 in eine lebenslange Haft auf der Gefängnisinsel İmralı umgewandelt wurde. Heute wird sie von Cemil Bayık geleitet. 2013 wurde auf Initiative der türkischen Regierung unter Erdoğan ein Friedensprozess begonnen, der jedoch nach zwei Jahren mit dem Übergreifen des Syrischen Bürgerkriegs auf die Türkei scheiterte. Nach dem Anschlag der Terrororganisation Islamischer Staat auf ein kurdisches Kulturzentrum in Suruç im Juli 2015 tötete die PKK zwei türkische Polizisten, die sie der Kollaboration mit der Terrororganisation Islamischer Staat beschuldigte. Die PKK nannte diese Morde eine „Strafaktion“. Seitdem ist der Konflikt wieder blutig. Die türkische Regierung unter Erdogan weitete ihre Offensive gegen die PKK im Jahr 2016 auf Nordsyrien gegen die PYD aus, die sie als deren syrischen Ableger ansieht.
Seit 2005 operiert die kurdische Terrororganisation Teyrêbazên Azadîya Kurdistan (Freiheitsfalken Kurdistans; TAK), die von der türkischen Regierung als terroristischer Arm der PKK angesehen wird. Für eine Liste der Anschläge der TAK siehe Teyrêbazên Azadîya Kurdistan#Anschläge.
Zur großen Übersicht siehe Liste von Terroranschlägen.

## Liste
| Datum/Beginn       | Anschlag                                                             | Mittel                      | Ziel                                                                                 | Tote | Verletzte | Bemerkung |
| ------------------ | -------------------------------------------------------------------- | --------------------------- | ------------------------------------------------------------------------------------ | ---- | --------- | --- |
| 11. April 2017     | Anschlag in Diyarbakir                                               | Sprengsatz                  | Polizeigelände                                                                       | 3    | 12        | Die PKK bekannte sich zwei Tage später zu dem Anschlag. |
| 10. Dezember 2016  | Bombenanschläge in Istanbul am 10. Dezember 2016                     | Autobomben                  | Bereitschaftspolizisten am Stadion von Beşiktaş, weitere Bombe am Taksim-Platz       | 48   | 166       | Zu dem Anschlag bekannte sich die kurdische Splittergruppe TAK. Sinan Ülgen, Präsident des Center for Economics and Foreign Policy, vertritt die Ansicht, dass die PKK die TAK benütze, um schwere Aktionen auszuführen, die dem Image der Organisation und der Beziehungen der Organisation zum Ausland schaden könnten. |
| 10. November 2016  | Anschlag in Derik (Mardin) auf Bürgermeister Muhammet Fatih Safitürk | Schusswaffen                | Bürgermeister                                                                        | 1    |           | Zu dem Anschlag bekannte sich die YPS, die von der PKK für die Kämpfe in den Städten organisiert werden. |
| 4. November 2016   | Anschlag in Diyarbakir                                               | Autobombe                   | Zivilisten, Polizei                                                                  | 8    | 30        | Es wurde ein abgefangener Funkspruch veröffentlicht, aus dem hervorgeht, dass die Freiheitsfalken Kurdistans, eine Splittergruppe der PKK, den Bombenanschlag auf sich genommen hat. |
| 23. Oktober 2016   | Anschlag in Bingöl                                                   | Sprengsatz                  | Polizeifahrzeug                                                                      | 2    | 19        | |
| 11. Oktober 2016   | Anschlag auf Deryan Aktert                                           | Schusswaffe                 | Politiker                                                                            | 1    |           | |
| 10. Oktober 2016   | Anschlag auf Aydın Muştu                                             | Schusswaffe                 | Politiker                                                                            | 1    |           | |
| 9. Oktober 2016    | Anschlag von Şemdinli                                                | Autobombe                   | Soldaten und Zivilisten                                                              | 16   | 26        | Ein Selbstmordattentäter steuerte einen mit rund fünf Tonnen Sprengstoff beladenen Lastwagen in eine Kontrollstelle der Jandarma und sprengte sich in die Luft. Die HPG begründete den Anschlag mit türkischen Militäroperationen in der Region und den Haftbedingungen des PKK-Gründers Abdullah Öcalan.                 |
| 26. August 2016    | Anschlag von Cizre                                                   | Autobombe                   | Polizei                                                                              | 13   | 77        | Ein Selbstmordattentäter sprengte sich mittels Autobombe an einem Kontrollpunkt vor Einrichtungen der türkischen Polizei in die Luft. |
| 17. August 2016    | Bombenanschlag in Elazığ am 18. August 2016                          | Autobombe                   | Polizeihauptquartier                                                                 | 6    | 200       | |
| 8. Juni 2016       | Selbstmordanschlag in Midyat                                         | Autobombe                   | Polizeihauptquartier, Zivilisten                                                     | 4    | 30        | |
| 8. September 2015  | Anschlag von Iğdır                                                   | Sprengstoff                 | Minibus mit Polizisten                                                               | 14   | 2         | |
| 6. September 2015  | Anschlag von Dağlıca                                                 | Sprengstoff                 | Armee-Konvoi                                                                         | 16   | 6         | |
| 29. Oktober 2011   | Selbstmordanschlag durch Nazlı Görer in Bingöl                       | Sprengstoffgürtel           | Feierlichkeiten zum Tag der Republik                                                 | 3    | 21        | Nach Absage der Feierstunde sprengte sich die Attentäterin auf einer belebten Straße in die Luft, nachdem sie entdeckt worden war. |
| 18. Juni 2010      | Anschlag auf eine Kaserne in Gediktepe/Şemdinli                      | Überfall                    | Soldaten                                                                             | 8    | 14        | Bei der anschließenden Operation wurden drei weitere Soldaten getötet, zwei durch eine Mine. |
| 7. August 2008     | Anschlag auf die Baku-Tiflis-Ceyhan-Pipeline                         | Sprengsatz                  | Pipeline                                                                             |      |           | |
| 27. Juli 2008      | Anschlag in Istanbul                                                 | Sprengsatz                  | Zivilisten                                                                           | 17   | 154       | Es wird vermutet die PKK habe diesen Anschlag begangen, kein Bekennerschreiben. |
| 3. Januar 2008     | Anschlag auf Reisebus                                                | Sprengsatz                  | Zivilisten                                                                           | 3    | 5         | |
| 22. Mai 2007       | Schwerer Anschlag in Ankara                                          | Selbstmordanschlag          | Zivilisten                                                                           | 9    | 121       | |
| 2. Juli 2005       | Anschlag im Hotel in Kuşadası                                        | Sprengstoff                 | Touristen                                                                            |      | 5         | |
| 2. Juli 2005       | Anschlag im Zugverkehr zwischen Elazığ und Bingöl                    | Sprengstoff in Kleinbus     | Belebte Straße                                                                       | 6    | 15        | |
| 13. März 1999      | Anschläge in Istanbul                                                | Sprengsatz                  | Zivilisten                                                                           | 13   | 2         | |
| 25. Oktober 1996   | Selbstmordanschlag durch Leyla Kaplan in Adana                       | Sprengstoffgürtel           | Bereitschaftspolizei                                                                 | 4    | 18        | |
| 30. Juni 1996      | Anschlag in Tunceli durch Zeynep Kınacı                              | Sprengstoffgürtel           | Militärparade                                                                        | 7    |           | |
| 5. Juli 1993       | Überfall in Başbağlar                                                | Schusswaffen                | Zivilisten                                                                           | 100  |           | |
| 24. Mai 1993       | Massaker bei Bingöl 1993                                             | Schusswaffen                | Soldaten                                                                             | 33   |           | |
| 23. Mai 1992       | Überfall auf kurdisches Dorf, in dem Dorfschützer lebten             | Handfeuerwaffen             | Das Dorf Dumanlı im Landkreis İdil                                                   | 4    |           | Getötet wurden die beiden Frauen Emine Akbulut und Azime Bozkurt und zwei Kinder der Letztgenannten. |
| 22. Juni 1992      | Überfall auf zwei Häuser von Dorfschützern                           | Handfeuerwaffen             | Das Dorf Seki im Landkreis Gerçüş                                                    | 10   |           | Unter den Toten waren sieben Kinder und das jüngste war ein neugeborenes Baby, das noch keinen Namen hatte. |
| 29. Juni 1992      | Straßensperre                                                        | Handfeuerwaffen             | Kleinbus, in der Nähe vom Dorf Yolbastı im Landkreis Hizan                           | 10   |           | Es waren zwei Dorfschützer unter den zehn Getöteten. |
| 2. Juli 1992       | Überfall auf kurdisches Dorf                                         | Handfeuerwaffen             | Das Dorf Yanıktaş im Landkreis Çaldıran                                              | 12   | 8         | Unter den Toten waren zwei Kinder und zwei Frauen. |
| 16. Juli 1992      | Überfall auf Wohnung                                                 | Handfeuerwaffen             | Die Wohnung von Ramazan Gündüz im Viertel Işıklı der Kleinstadt Midyat               | 2    | 2         | Gündüz und sein siebenjähriger Sohn wurden ermordet. Die Ehefrau und ein weiterer Sohn wurden verletzt. |
| 11. Juli 1992      | Überfall auf Ölbohrungsfeld                                          | Handfeuerwaffen             | Ölbohrungsfeld im Landkreis Sason.                                                   | 3    | 5         | Die PKK-Kämpfer blieben eine Stunde und stellten drei Ingenieure an die Wand und erschossen sie. Die Verletzten waren Arbeiter. |
| 17. Juli 1992      | Überfall auf Dorf                                                    | Handfeuerwaffen             | Das Dorf Ulubahçe im Landkreis Pazarcık                                              | 4    | 9         | Die Namen der Getöteten werden im Jahresbericht der THIV genannt. |
| 28. Juli 1992      | Überfall auf kurdisches Dorf                                         | Handfeuerwaffen             | Das Dorf Suverdi im Landkreis                                                        | 8    |           | Die Bewaffneten töteten zwei Frauen (18 und 36 Jahre alt), vier Kinder (zwischen 5 und 14 Jahren) und ein Neugeborenes, das noch keinen Namen hatte. Bei dem Überfall wurden auch zwei PKK-Kämpfer getötet. |
| 22. Juni 1992      | Überfall auf ein kurdisches Dorf                                     | Handfeuerwaffen             | Das Dorf Harmancık im Landkreis Pazarcık.                                            | 6    | 3         | Unter den Toten waren der Dorfvorsteher und ein 12-jähriger Junge. |
| 10. Oktober 1992   | Überfall auf ein Haus                                                | Panzerfaust                 | Das Ziel befand sich im Dorf Belenoluk im Landkreis Pervari.                         | 1    | 2         | Der Angriff galt dem Haus eines Dorfschützers. Dieser und seine Ehefrau wurden schwer verletzt. Die 10-jährige Tochter starb. |
| 11. Oktober 1992   | Überfall                                                             | Panzerfäuste                | Häuser von Dorfschützern im Landkreis Uludere                                        | 11   |           | Bei den 11 Toten handelte es sich um 6 Kinder, einen Säugling, zwei Frauen und zwei erwachsene Männer. Eines der Opfer war eine 90-jährige Frau. |
| 20. Oktober 1992   | Überfall auf Bus                                                     | Handfeuerwaffen             | Reisebus auf dem Weg von Bingöl nach Solhan.                                         | 19   | 6         | PKK-Kämpfer hielten den Bus in der Nähe des Dorfes Hazarşah an und durchsiebten und brandschatzten den Bus. Das älteste Opfer war 70 Jahre alt. |
| 26. Oktober 1992   | Überfall auf Haus                                                    | Handfeuerwaffen             | Ein Haus im Dorf Büyükçatı im Landkreis Palu.                                        | 2    |           | PKK-Kämpfer eröffneten nachts das Feuer auf ein Haus. Dabei starben zwei Frauen. |
| 9. November 1992   | Überfall auf Wohneinheiten von Soldaten                              | Handfeuerwaffen             | PKK-Kämpfer überfielen die Wohnungen von Soldaten in Hani (Provinz Diyarbakır).      | 14   | 3         | Beim Überfall töteten die PKK-Kämpfer mehrere Kinder im Alter zwischen 4 und 14 Jahren und deren Mütter. Ein Unteroffizier wurde ebenfalls getötet. Anschließend überfielen die Kämpfer eine Zeitungsredaktion und töteten den Korrespondenten der Zeitung „Türkiye“.                                                     |
| 11. November 1992  | Überfall auf Dorfschullehrer                                         | Handfeuerwaffen             | Lehrer in den beiden Dörfern Aktepe (Landkreis Çınar) und Bölümlü (Landkreis Bismil) | 3    |           | Beim Überfall in Aktepe wurde ein Lehrer und beim Überfall in Bölümlü wurden der Lehrer und seine Ehefrau getötet. |
| 17. Dezember 1992  | Anschlag auf Bus                                                     | Handfeuerwaffen             | Bus in der Nähe von Hazro (Diyarbakır)                                               | 6    | 11        | Bei den Toten handelte es sich ausschließlich um Frauen und Kinder. |
| 21. Dezember 1992  | Anschlag auf Einrichtung der staatlichen Wasserbaubehörde            | Handfeuerwaffen             | Die Einrichtung befand sich an der Straße zwischen Silvan und Batman.                | 2    | 5         | Die Getöteten und die Verletzten waren Arbeiter. |
| 20. Juni 1987      | Massaker von Pınarcık                                                | Schusswaffen und Brandsätze | Dorfbewohner                                                                         | 30   |           | Der Überfall galt Mitgliedern des Dorfschützersystems |
| 20. August 1987    | Massaker von Kılıçkaya                                               | Schusswaffen und Brandsätze | Dorfbewohner                                                                         | 24   | 34        | Der Überfall galt Mitgliedern des Dorfschützersystems |
| 17. August 1984    | Überfall auf eine Polizeistation in Siirt                            | Schusswaffen                | Polizeistation                                                                       |      |           | |
| 24. September 1981 | Anschlag auf das Türkische Konsulat in Paris                         | Sprengstoff                 | Türkisches Konsulat                                                                  |      |           | Asala bekennt sich zum Anschlag und fordert u. a. Freilassung von 5 PKK-Kämpfern. |
| 10. November 1980  | Anschlag auf das Türkische Konsulat in Straßburg                     | Sprengstoff                 | Türkisches Konsulat                                                                  |      |           | Beginn der Kollaboration zwischen PKK und Asala |